# Suecia en la Copa Mundial de Fútbol de 1958
La selección de Suecia en la Copa Mundial de Fútbol de 1958, fue uno de los 16 países participantes de la Copa Mundial de Fútbol de 1958, realizada en Suecia. El seleccionado sueco clasificó a la cita del mundial puesto que fue el país organizador.

## Futbolistas
| #          | Posición       | Nombre             | Fecha de nacimiento     | P. Sel. | Club        |
| ---------- | -------------- | ------------------ | ----------------------- | ------- | ----------- |
| 1          | Portero        | Kalle Svensson     | 11 de noviembre de 1925 | -       | Helsingborg |
| 2          | Defensa        | Orvar Bergmark     | 16 de noviembre de 1930 | -       | Örebro      |
| 3          | Defensa        | Sven Axbom         | 15 de octubre de 1926   | -       | Norrköping  |
| 4          | Centrocampista | Nils Liedholm      | 8 de octubre de 1922    | -       | Milán       |
| 5          | Defensa        | Åke Johansson      | 19 de marzo de 1928     | -       | Norrköping  |
| 6          | Centrocampista | Sigge Parling      | 26 de marzo de 1930     | -       | Djurgården  |
| 7          | Delantero      | Kurt Hamrin        | 19 de noviembre de 1934 | -       | Padova      |
| 8          | Delantero      | Gunnar Gren        | 31 de octubre de 1920   | -       | Örgryte     |
| 9          | Delantero      | Agne Simonsson     | 19 de octubre de 1935   | -       | Örgryte     |
| 10         | Delantero      | Arne Selmosson     | 29 de marzo de 1931     | -       | Lazio       |
| 11         | Delantero      | Lennart Skoglund   | 24 de diciembre de 1929 | -       | Inter       |
| 12         | Portero        | Tore Svensson      | 6 de diciembre de 1927  | -       | Malmö       |
| 13         | Defensa        | Prawitz Öberg      | 16 de noviembre de 1930 | -       | Malmö       |
| 14         | Centrocampista | Bengt Gustavsson   | 15 de enero de 1928     | -       | Atalanta    |
| 15         | Centrocampista | Reino Börjesson    | 4 de febrero de 1929    | -       | Norrby      |
| 16         | Portero        | Ingemar Haraldsson | 3 de febrero de 1928    | -       | Elfsborg    |
| 17         | Centrocampista | Olle Håkansson     | 22 de febrero de 1927   | -       | Norrköping  |
| 18         | Delantero      | Gösta Löfgren      | 29 de agosto de 1923    | -       | Motala      |
| 19         | Delantero      | Henry Kallgren     | 13 de marzo de 1931     | -       | Norrköping  |
| 20         | Delantero      | Bror Mellberg      | 9 de diciembre de 1923  | -       | AIK         |
| 21         | Delantero      | Bengt Berndtsson   | 26 de enero de 1933     | -       | Göteborg    |
| 22         | Delantero      | Ove Olsson         | 19 de agosto de 1938    | -       | Göteborg    |
| Entrenador | George Raynor  | George Raynor      |                         |         |             |

## Participación

### Primera fase

#### Grupo 3
| Equipo  | Pts | PJ | PG | PE | PP | GF | GC | Dif |
| ------- | --- | -- | -- | -- | -- | -- | -- | --- |
| Suecia  | 5   | 3  | 2  | 1  | 0  | 5  | 1  | 4   |
| Gales   | 5   | 4  | 1  | 3  | 0  | 4  | 3  | 1   |
| Hungría | 3   | 4  | 1  | 1  | 2  | 7  | 5  | 2   |
| México  | 1   | 3  | 0  | 1  | 2  | 1  | 8  | -7  |

| 8 de junio de 1958, 14:00 | Suecia                                   | 3:0 (1:0) | México | Estadio Råsunda, Solna                                                          |                                                                                 |
|                           | Simonsson 17', 64' · Liedholm 57' (pen.) | Reporte   |        | Asistencia: 45.000 espectadores Árbitro(s): Nickolaj Latychev (Unión Soviética) | Asistencia: 45.000 espectadores Árbitro(s): Nickolaj Latychev (Unión Soviética) |

| 12 de junio de 1958, 19:00 | Suecia          | 2:1 (1:0) | Hungría   | Estadio Råsunda, Solna                                            |                                                                   |
|                            | Hamrin 34', 55' | Reporte   | Tichy 77' | Asistencia: 40.000 espectadores Árbitro(s): Johan Mowat (Escocia) | Asistencia: 40.000 espectadores Árbitro(s): Johan Mowat (Escocia) |

| 15 de junio de 1958, 14:00                                               | Suecia | 0:0     | Gales | Estadio Råsunda, Solna                                                  |                                                                         |
|                                                                          |        | Reporte |       | Asistencia: 35.000 espectadores Árbitro(s): Lucien Van Nuffel (Bélgica) | Asistencia: 35.000 espectadores Árbitro(s): Lucien Van Nuffel (Bélgica) |
| Este es el segundo empate a 0 (Cero) en la historial de Copas del Mundo. |        |         |       |                                                                         |                                                                         |

### Cuartos de final
| 19 de junio de 1958, 19:00 | Suecia                     | 2:0 (0:0) | Unión Soviética | Estadio Råsunda, Solna                                                  |                                                                         |
|                            | Hamrin 49' · Simonsson 88' | Reporte   |                 | Asistencia: 31.900 espectadores Árbitro(s): Reginald Leafe (Inglaterra) | Asistencia: 31.900 espectadores Árbitro(s): Reginald Leafe (Inglaterra) |

### Semifinales
| 24 de junio de 1958, 19:00 | Suecia                               | 3:1 (1:1) | Alemania    | Estadio Ullevi, Gotemburgo                                         |                                                                    |
|                            | Skoglund 32' · Gren 81' · Hamrin 88' | Reporte   | Schäfer 24' | Asistencia: 49.471 espectadores Árbitro(s): Istvan Zsolt (Hungría) | Asistencia: 49.471 espectadores Árbitro(s): Istvan Zsolt (Hungría) |

### Final
| 29 de junio de 1958, 15:00 | Suecia                      | 2:5 (1:2) | Brasil                                     | Estadio Råsunda, Solna                                               |                                                                      |
| | Liedholm 4' · Simonsson 80' | Reporte   | Vavá 9', 32' · Pelé 55', 90' · Zagallo 68' | Asistencia: 51.800 espectadores Árbitro(s): Maurice Guigue (Francia) | Asistencia: 51.800 espectadores Árbitro(s): Maurice Guigue (Francia) |
| Primera y única vez que un país no europeo gana la copa del mundo en dicha sede. Pelé es el campeón del mundo más joven en la historia con 17 años. |                             |           |                                            |                                                                      |                                                                      |